# St. Nicolai (Lauenstein)

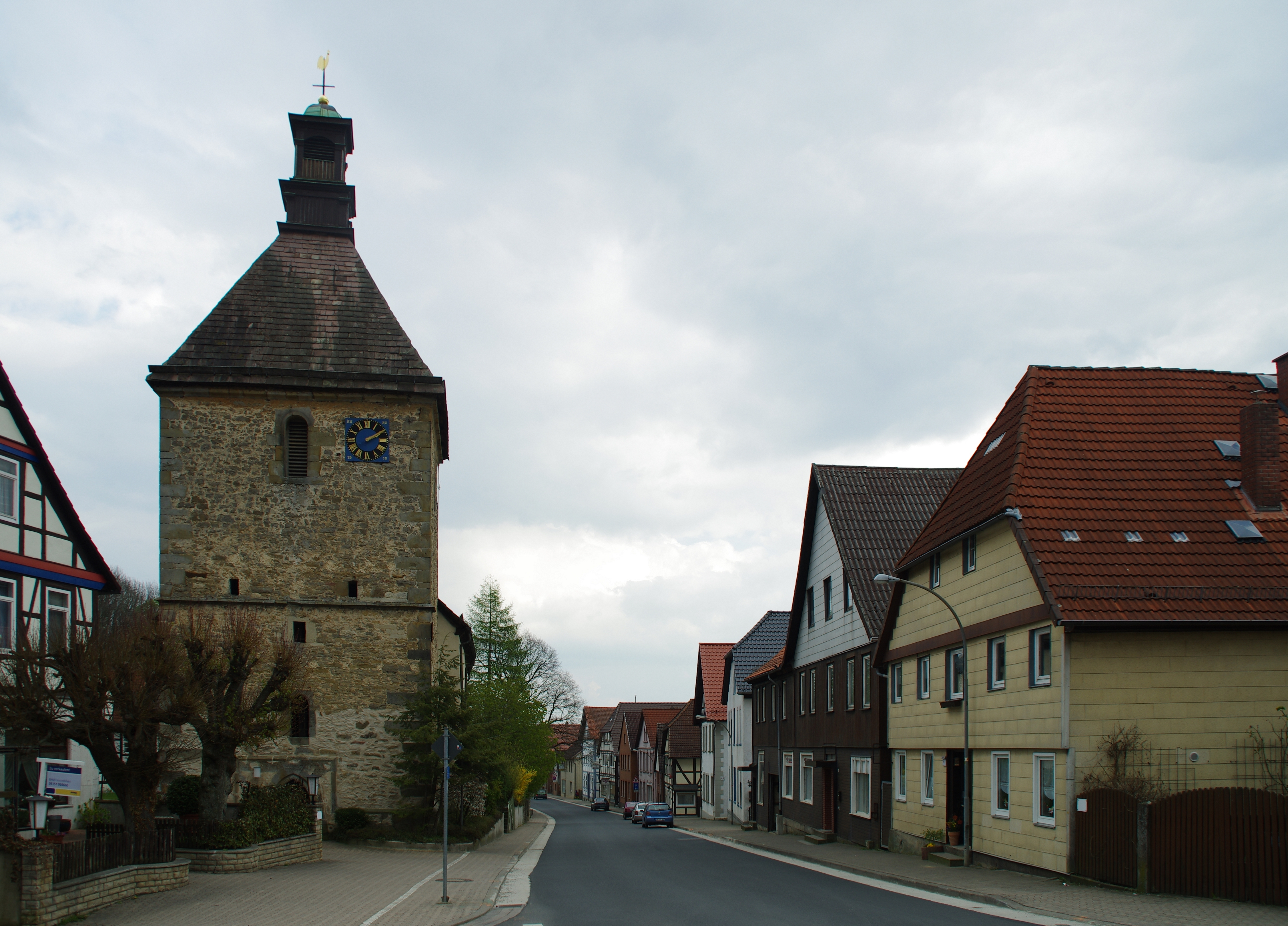
St. Nikolaus

Die evangelisch-lutherische, denkmalgeschützte Kirche St. Nikolaus steht in Lauenstein, einem Ortsteil des Fleckens Salzhemmendorf im Landkreis Hameln-Pyrmont von Niedersachsen. Die Kirchengemeinde gehört zum Kirchenkreis Hildesheimer Land-Alfeld im Sprengel Hildesheim-Göttingen der Evangelisch-lutherischen Landeskirche Hannovers.

## Beschreibung
1513 ersetzte ein neues Bauwerk die ursprüngliche Kapelle. Aus dieser Zeit stammt der Kirchturm, wie Steinmetzzeichen belegen. Im Jahr 1578 wurde hinter seinen Klangarkaden ein neuer Glockenstuhl im Turm eingebaut. Das alte Kirchenschiff war 1755 so baufällig geworden, dass es abgebrochen und neu gebaut werden musste. Eine Schautafel im Windfang hinter dem Portal im Turm erinnert an dieses Ereignis. Das neue Langhaus und der dreiseitig abgeschlossene Chor wurden aus verputzten Bruchsteinen 1755–56 gebaut. Der quadratische Kirchturm im Westen ist nicht verputzt und ist mit Ecksteinen versehen. Er ist mit einem Pyramidendach bedeckt, das von einer vierseitigen klassizistischen Laterne mit einer achtseitigen Kuppel bekrönt wird. Der Schlussstein im spitzbogigen Gewände des Portals im Westen trägt die Jahreszahl 1513. 
Der langgestreckte Innenraum ist mit einem hölzernen verputzten Tonnengewölbe auf einem Kämpfergesims überspannt. Die U-förmige Empore ist im Westen zweistöckig, auf der oberen steht die Orgel. Die erste Orgel mit elf Registern, einem Manual und einem Pedal wurde 1665 gebaut. Sie wurde 1761 von Johannes Andreas Zuberbier umgebaut und um ein Register erweitert. 1906 wurde ein neues Werk hinter dem alten Prospekt gebaut, das 1972 durch eine Orgel von Paul Ott ersetzt wurde. Er ergänzte sie 1972 auf 21 Register und zwei Manuale. Zur Kirchenausstattung gehört ein hoher, schmaler Kanzelaltar, den 1756 Ernst Dietrich Bartels gestaltet hat. Der Kanzelkorb wird von zwei Pilastern flankiert, über dem Gebälk steht das Auge der Vorsehung. Seitlich führen Durchgänge zur Sakristei. Die Mensa aus Sandstein mit Weihekreuzen steht auf Stipes aus verputztem Mauerwerk.